# Булмер
Булмер (Bulmer Cavern) — самая протяжённая система карстовых пещер (свыше 66 км) Новой Зеландии. Расположена в национальном парке Кахуранги. Это третья по глубине (749 м) пещера Новой Зеландии. Была обнаружена и исследована членами новозеландского спелеологического союза в 1985 году.